# Tonton Tapis (equip ciclista)
L'equip Tonton Tapis-GB va ser un equip ciclista belga que competí professionalment el 1991. L'any següent es va fusionar amb el Del Tongo-MG Boys creant així el GB-MG Boys Maglificio.

## Principals resultats
- Critèrium Internacional: Stephen Roche
- Giro dels Apenins: Dirk De Wolf
- Setmana Catalana: Stephen Roche

### A les grans voltes
- Tour de França
  - 1 participació (1991)
  - 0 victòria d'etapa: